# 쇼호쿠 단기대학

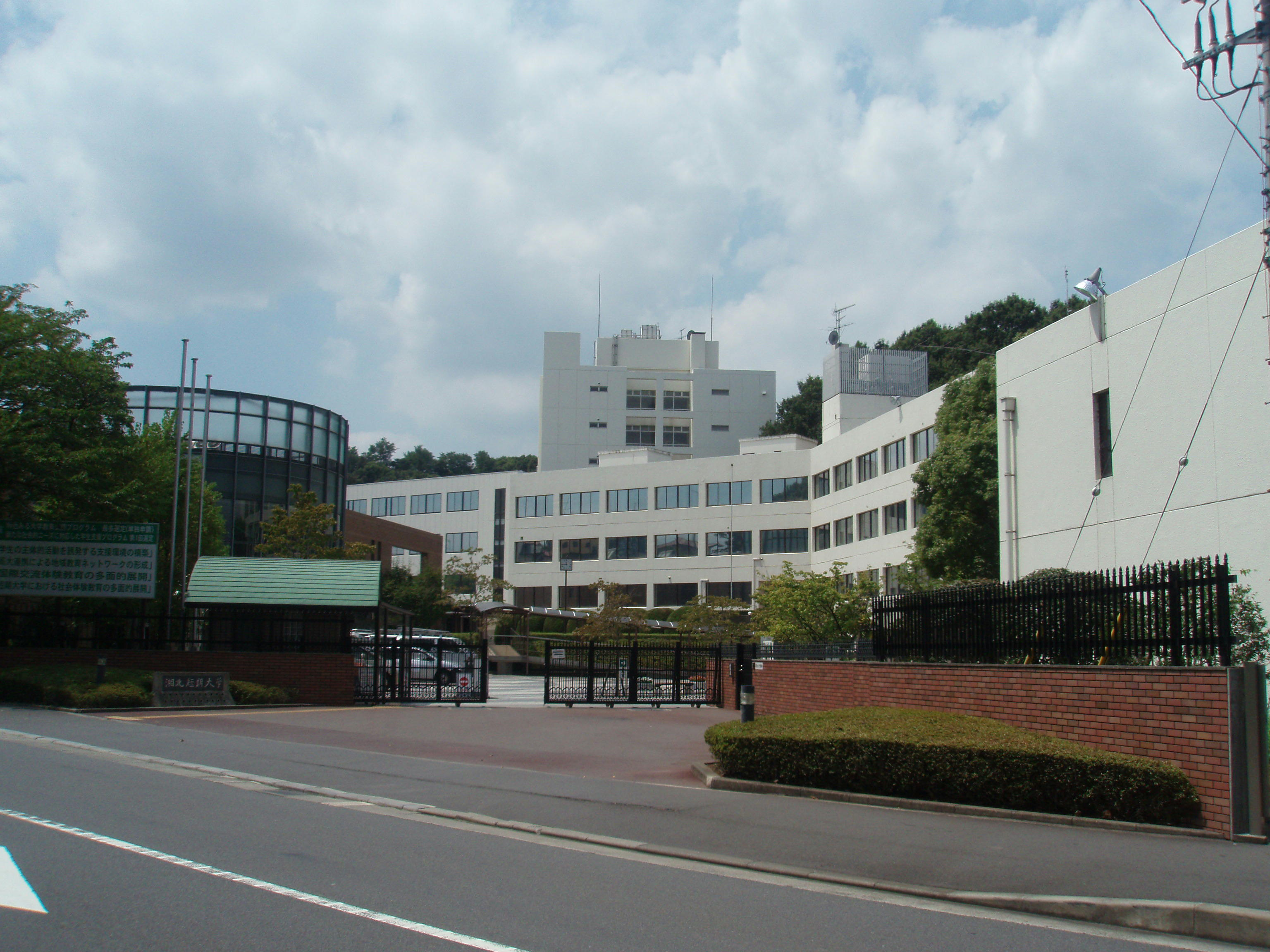

쇼호쿠 단기대학(湘北短期大学)은 일본 가나가와현 아쓰기시에 위치한 사립 전문대학이다. 1974년에 소니그룹이 아쓰기 기술 센터 옆에 설립했다.
처음에는 전자공학과 가사학 분야의 과정을 제공했다. 유치원 교육 과정은 1979년에 추가되었고, 경영관리학 과정은 1986년에 추가되었다.